# Fontaine-lès-Dijon
Fontaine-lès-Dijon je francouzská obec, severozápadní předměstí města Dijonu, v departementu Côte-d'Or, v regionu Burgundsko-Franche-Comté. Kostel a bazilika na návrší stojí na místě hradu, kde se narodil svatý Bernard z Clairvaux (1090–1153).

## Poloha
Obec má rozlohu 4,49 km². Nejvyšší bod je položen 337 m n. m. a nejnižší bod 250 m n. m.

## Obyvatelstvo
Počet obyvatel obce je 9136 (2011).
Následující graf zobrazuje vývoj počtu obyvatel v obci.

## Pamětihodnosti
- Kostel sv. Bernarda, trojlodní vrcholně gotická stavba ze 14.–16. století s nízkou klenbou a osmibokou věží nad křížením.
- Bazilika a rodný dům sv. Bernarda stojí na místě hradu, kde se narodil sv. Bernard z Clairvaux. Byla důkladně přestavěna v 19. století.

### Galerie

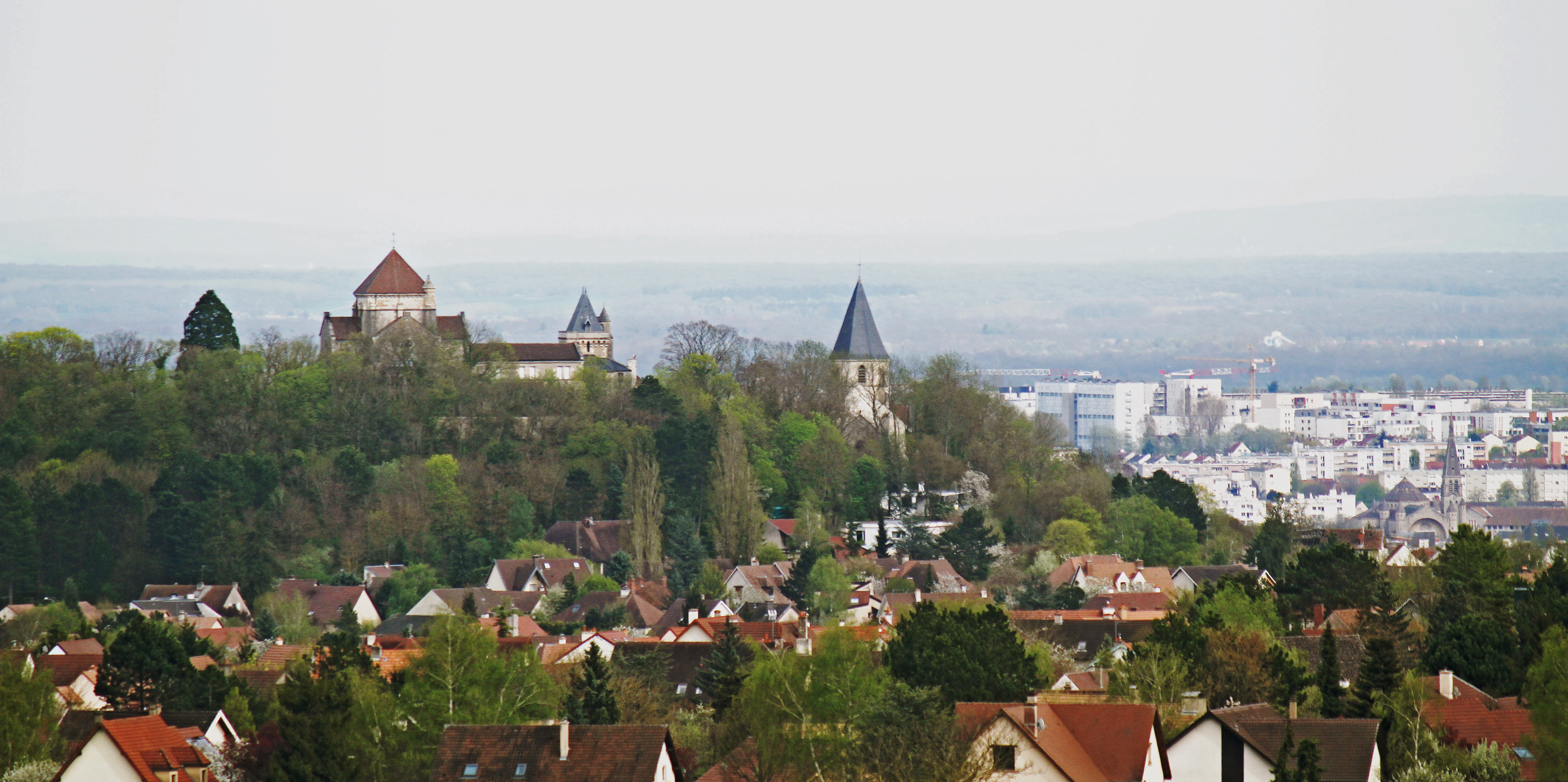
Fontaine-lès-Dijon s vyhlídkou na město Dijon
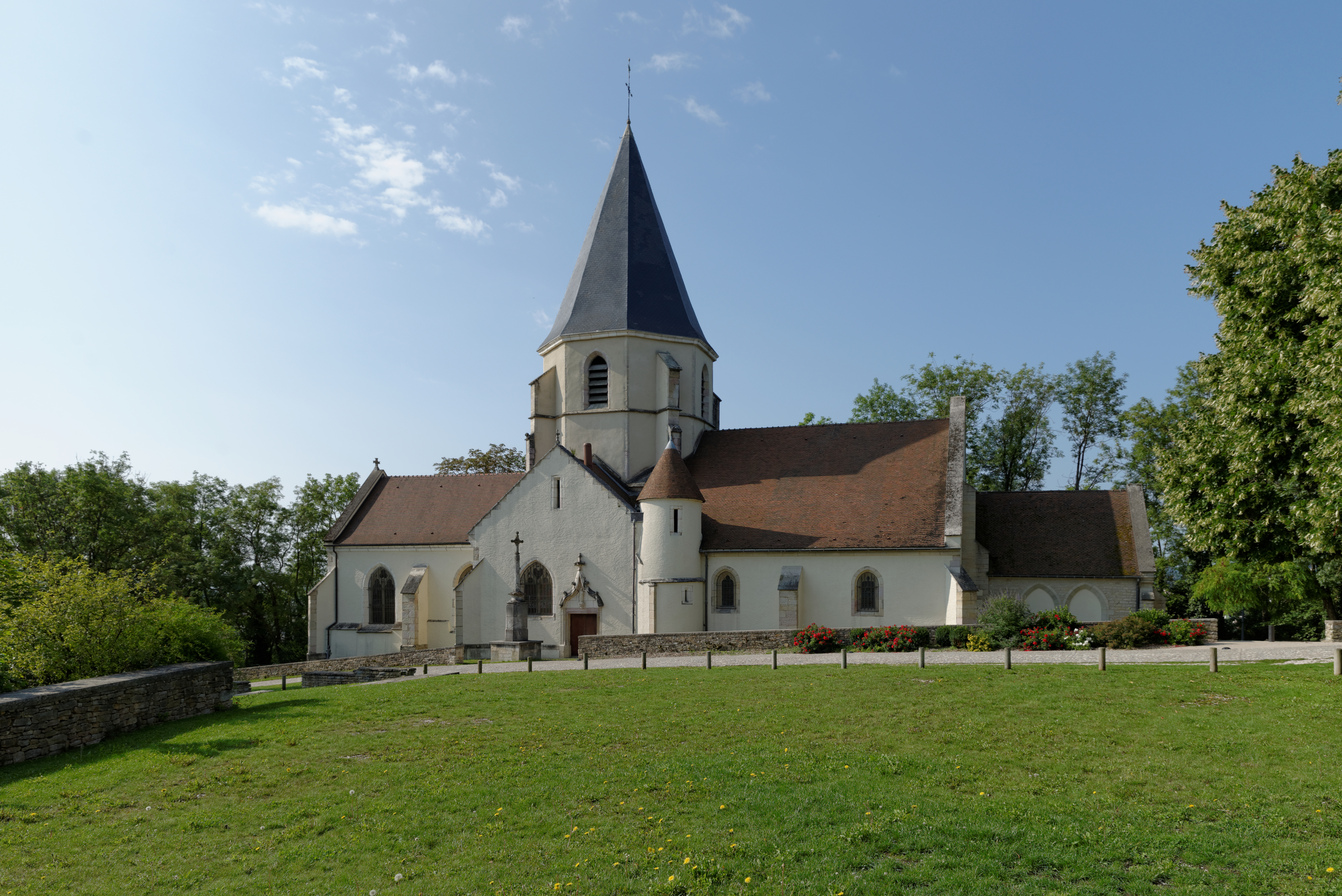
Kostel sv. Bernarda
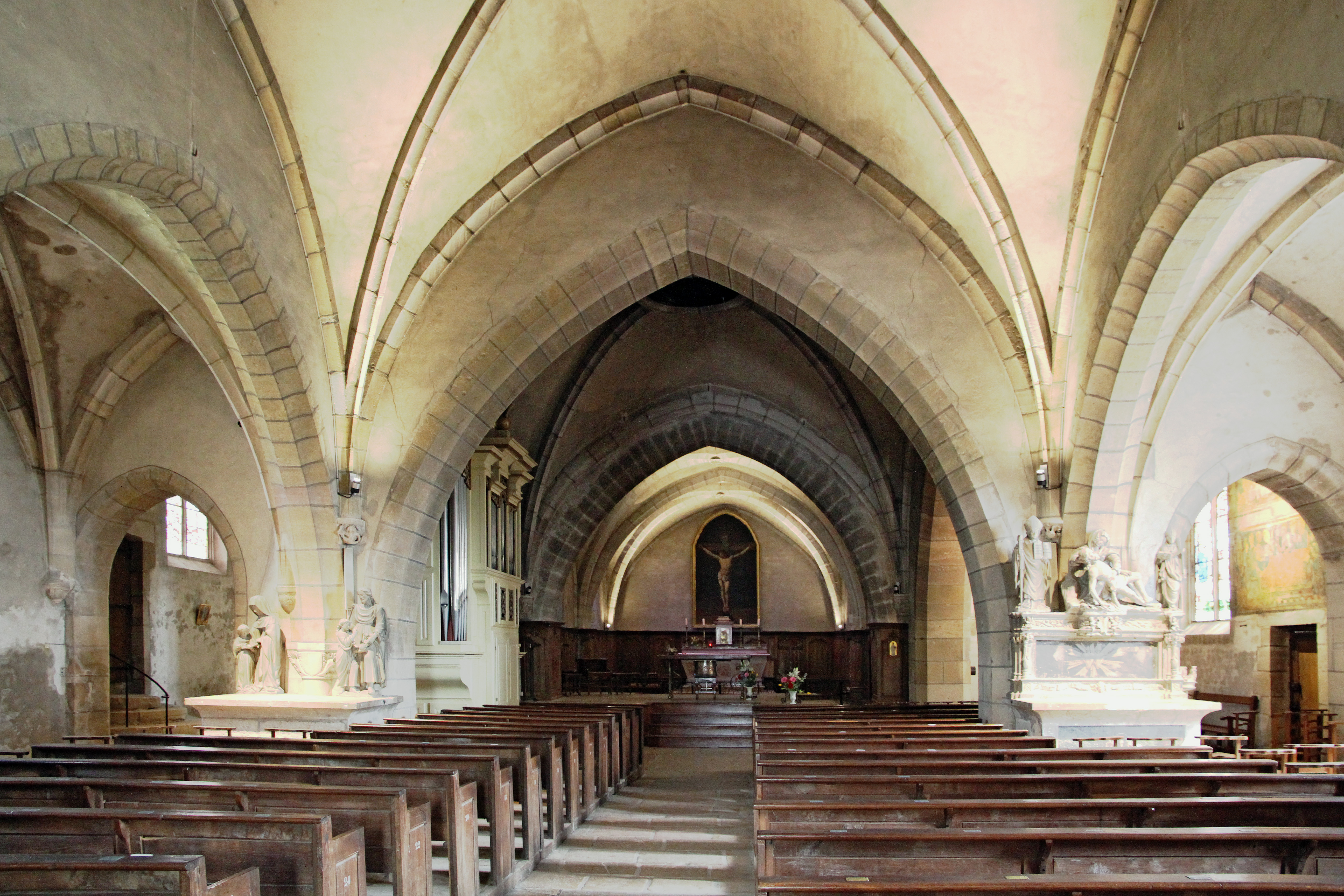
Interiér kostela